# Alessandro Cesarini († 1542)

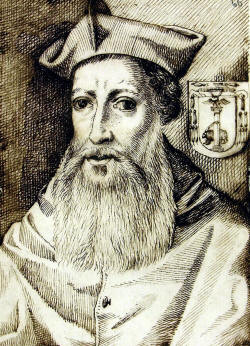
Kardinal Alessandro Cesarini (der Ältere)

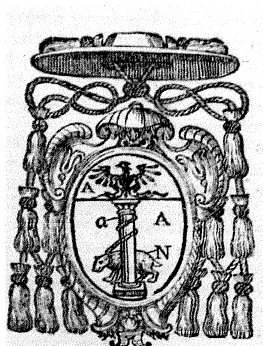
Wappen von Kardinal Alessandro Cesarini

Alessandro Cesarini (d. Ä.) (* ca. 1475 in Rom; † 13. Februar 1542 in Rom) war Bischof von Pistoia und Kardinal.

## Biografie
Er wurde in Rom als Sohn von Agapito Cesarini geboren und stand der Medici-Familie, besonders Kardinal Giovanni di Lorenzo de’ Medici, dem zukünftigen Papst Leo X., sehr nahe. Er wurde am 1. Juli 1517 zum Kardinal erhoben und erhielt als Kardinaldiakon die Kirche Santi Sergio e Bacco. 1523 wechselte er zur Titeldiakonie von Santa Maria in Via Lata. Besonders bekannt wurde sein Mäzenatentum für Schriftsteller und Künstler.
Er diente als Apostolischer Administrator von 1520 bis 1538 von Pamplona, Spanien; 1526 bis 1531 von Alessano, Italien; 1526 bis 1536 von Otranto, Italien; 1534 bis 1538 von Gerace, Italien; kurzzeitig im Jahr 1536 von Catanzaro, Italien; 1536 bis 1538  von Oppido Mamertina, Italien (Abdankung zugunsten seines leiblichen Sohnes Ascanio Cesarini, der ihm von 1538 bis 1542 nachfolgte); 6. Juli 1537 bis zum 14. Juni 1538 von Jaën; und von 1538 bis zu seinem Tod von Cuenca, Spanien.
Bei der Plünderung Roms durch meuternde Truppen Karls V. im Jahr 1527 war er einer der Kardinäle, die als Geiseln genommen wurden.
Er nahm teil an den Konklaven von 1521–1522, welche Hadrian VI. wählte; von 1523, welche Clemens VII. wählte und von 1534, welche Paul III. wählte.
Er wurde Kardinalbischof und wählte 1540 das Suburbikarische Bistum von Albano.
1541 wurde er zum Kardinalbischof von Palestrina ernannt, in welchem Amte er am 13. Februar 1542 in Rom starb. Er wurde im Grab seiner Familie in der Kirche Santa Maria in Aracoeli in Rom beigesetzt.